# Cúp Algarve 2004
Cúp Algarve 2004 (tiếng Anh: Algarve Cup 2004), giải bóng đá giao hữu thường niên diễn ra tại Algarve, Bồ Đào Nha từ 14 đến 20 tháng 3 năm 2004. Hoa Kỳ là đội tuyển vô địch của giải.

## Thể thức
Tại vòng bảng, 12 đội được chia làm ba bảng. Bảng A và B gồm các đội cạnh tranh chức vô địch. Vòng phân hạng gồm sáu trận đấu: trận tranh hạng nhất giữa các đội đầu bảng, tranh hạng ba giữa các đội nhì bảng, tranh hạng năm giữa các đội thứ ba; đội nhất bảng C gặp đội cuối bảng có thành tích tốt hơn trong hai bảng A và B để tranh hạng bảy; đội nhì bảng C gặp đội cuối bảng còn lại để tranh hạng 9; đội hạng ba và tư bảng C gặp nhau tranh hạng 11.
- Giờ thi đấu là WET (UTC±0).

## Vòng bảng

### Bảng A
| Đội       | Tr | T | H | B | BT | BB | HS | Đ |
| --------- | -- | - | - | - | -- | -- | -- | - |
| Hoa Kỳ    | 3  | 2 | 0 | 1 | 7  | 4  | +3 | 6 |
| Pháp      | 3  | 2 | 0 | 1 | 5  | 5  | 0  | 6 |
| Thụy Điển | 3  | 2 | 0 | 1 | 4  | 4  | 0  | 6 |
| Đan Mạch  | 3  | 0 | 0 | 3 | 0  | 3  | −3 | 0 |

| Đan Mạch | 0–1 | Thụy Điển |
| -------- | --- | --------- |
|          |     | Olsson    |

| Hoa Kỳ                          | 5–1     | Pháp      |
| ------------------------------- | ------- | --------- |
| Wambach · Hamm · Hucles · Mitts | Báo cáo | Bompastor |

| Đan Mạch | 0–1     | Hoa Kỳ |
| -------- | ------- | ------ |
|          | Báo cáo | Hucles |

| Thụy Điển | 0–3 | Pháp                        |
| --------- | --- | --------------------------- |
|           |     | Lattaf · Pichon · Bompastor |

| Đan Mạch | 0–1 | Pháp   |
| -------- | --- | ------ |
|          |     | Pichon |

| Thụy Điển                     | 3–1     | Hoa Kỳ  |
| ----------------------------- | ------- | ------- |
| Andersson · Sjöström · Öqvist | Báo cáo | Reddick |

### Bảng B
| Đội        | Tr | T | H | B | BT | BB | HS | Đ |
| ---------- | -- | - | - | - | -- | -- | -- | - |
| Na Uy      | 3  | 2 | 1 | 0 | 7  | 1  | +6 | 7 |
| Ý          | 3  | 2 | 0 | 1 | 3  | 4  | −1 | 6 |
| Trung Quốc | 3  | 1 | 1 | 1 | 4  | 1  | +3 | 4 |
| Phần Lan   | 3  | 0 | 0 | 3 | 2  | 10 | −8 | 0 |

| Na Uy                                    | 4–1 | Phần Lan |
| ---------------------------------------- | --- | -------- |
| Lehn · Riise · ? ?' (l.n.) · Gulbrandsen |     | Julin    |

| Ý      | 1–0 | Trung Quốc |
| ------ | --- | ---------- |
| Pasqui |     |            |

| Na Uy                        | 3–0 | Ý |
| ---------------------------- | --- | - |
| Pedersen · Tønnessen · Riise |     |   |

| Phần Lan | 0–4 | Trung Quốc               |
| -------- | --- | ------------------------ |
|          |     | Trương Âu Ảnh · Hàn Đoan |

| Na Uy | 0–0 | Trung Quốc |
| ----- | --- | ---------- |
|       |     |            |

| Phần Lan | 1–2 | Ý               |
| -------- | --- | --------------- |
| Valkonen |     | Panico · Pasqui |

### Bảng C
| Đội         | Tr | T | H | B | BT | BB | HS | Đ |
| ----------- | -- | - | - | - | -- | -- | -- | - |
| Bồ Đào Nha  | 3  | 2 | 0 | 1 | 7  | 3  | +4 | 6 |
| Wales       | 3  | 2 | 0 | 1 | 6  | 4  | +2 | 6 |
| Hy Lạp      | 3  | 2 | 0 | 1 | 3  | 3  | 0  | 6 |
| Bắc Ireland | 3  | 0 | 0 | 3 | 1  | 7  | −6 | 0 |

| Hy Lạp       | 1–0 | Wales |
| ------------ | --- | ----- |
| Papadopoulou |     |       |

| Bồ Đào Nha                   | 2–0 | Bắc Ireland |
| ---------------------------- | --- | ----------- |
| Carla Couto · Mónica Ribeiro |     |             |

| Bắc Ireland | 0–2 | Hy Lạp            |
| ----------- | --- | ----------------- |
|             |     | Agapitou · Tefani |

| Bồ Đào Nha  | 2–3 | Wales          |
| ----------- | --- | -------------- |
| Carla Couto |     | Daley · Foster |

| Wales                        | 3–1 | Bắc Ireland |
| ---------------------------- | --- | ----------- |
| C. Jones · H. Jones · Ludlow |     | Turner      |

| Bồ Đào Nha  | 3–0 | Hy Lạp |
| ----------- | --- | ------ |
| Tânia Pinto |     |        |

## Vòng phân hạng

### Tranh hạng 11
| Hy Lạp   | 2–0 | Bắc Ireland |
| -------- | --- | ----------- |
| Agapitou |     |             |

### Tranh hạng 9
| Wales | 0–4 | Phần Lan                               |
| ----- | --- | -------------------------------------- |
|       |     | Kalmari · Rantanen · Talonen · Mäkinen |

### Tranh hạng bảy
| Bồ Đào Nha | 0–1 | Đan Mạch       |
| ---------- | --- | -------------- |
|            |     | A.D.E. Nielsen |

### Tranh hạng năm
| Thụy Điển         | 1–1 | Trung Quốc    |
| ----------------- | --- | ------------- |
| Svensson          |     | Phạm Vận Kiệt |
| Loạt sút luân lưu |     |               |
|                   | 5–4 |               |

### Tranh hạng ba
| Pháp                      | 3–3 | Ý                |
| ------------------------- | --- | ---------------- |
| Pichon · Coquet · Tonazzi |     | Panico · Gazzoli |
| Loạt sút luân lưu         |     |                  |
|                           | 4–3 |                  |

### Chung kết
| Hoa Kỳ                              | 4–1     | Na Uy     |
| ----------------------------------- | ------- | --------- |
| Wambach 30', 39', 51' · Tarpley 42' | Báo cáo | Riise 38' |